# Polytrichum feae
Polytrichum feae là một loài Rêu trong họ Polytrichaceae. Loài này được (Müll. Hal.) Müll. Hal. miêu tả khoa học đầu tiên năm 1900.